# Belec
 Belec  falu Horvátországban Krapina-Zagorje megyében. Közigazgatásilag Zlatarhoz  tartozik.

## Fekvése
Krapinától 20 km-re délkeletre, községközpontjától 7 km-re északkeletre a Horvát Zagorje területén fekszik.

## Története
Belec története szorosan kapcsolódik a felette emelkedő középkori vár történetéhez. A várat valószínűleg a 13. század második felében építették. A Héder nembeli Kőszegi Henrik horvát bán idejében a Zagorje területe rövid ideig II. Ottokár cseh király uralma alatt állt, majd 1272-ben az Ottokár és V. István magyar király közötti béke értelmében visszakerült a bán uralma alá. 
Első írásos említése 1334-ben "castrum Belech" alakban történt, amikor Cillei Frigyes gróf ezt a birtokát Kőszegi Henrik unokájának Kőszegi Péternek adja át. Ekkor említik a település Szent Györgynek szentelt plébániatemplomát is. A Kőszegiek 1339-ig birtokolták, amikor a vár ismét királyi kézbe került. 1399-ben Luxemburgi Zsigmond király Belec, Krapina, Lobor, Osterc, Trakostyán, Lepoglava, Kosztel, Császárvár, Varasd  várait és uradalmait Cillei Hermannak adta. A család 1456-ig Ulrik gróf meggyilkolásáig birtokolta a várat, ezután özvegyéé Brankovics Kataliné volt. Amikor 1457-ben Vitovecz János horvát –szlavón bán lett megkapta a Cilleiek korábbi birtokait is. Fiaitól hűtlenség címén Hunyadi Mátyás elvette, majd 1489-ben Székely Jakabnak adta. 1494-től Corvin János horvát-szlavón bán birtoka, majd 1504-ben bekövetkezett halála után özvegyéé Frangepán Beatrixé. 1509-ben házasság révén  a Hohenzollern házbeli Brandenburgi György szerezte meg. 1514 után a Gyulaiak lettek a birtokosai, majd 1567-től  a Turóczy családé.
1634-ben királyi adományként Keglevich Zsigmond és Mikulich Tamás kapta meg, de 1635-ben Keglevich a saját részét is Mikulichnak engedte át.  Mikulich Tamás királyi személynök, korának egyik leggazdagabb embere volt. 1649-ben bekövetkezett halálakor birtokait Sándor fia örökölte, aki féktelen életviteléről és gaztetteiről volt híres. Tetteinek következményeire felkészülve Belec várának falait megerősítette, élelemmel, vízzel és lőszerrel töltötte fel. Azonban ez is kevésnek bizonyult Orehóczy Gáspár bánhelyettes és Maletics György alispán serege ellen, akik 1657-ben a pozsonyi országgyűlés határozata értelmében a várat elfoglalták, a kincseivel  menekülő Mikulichot pedig a törökök Dubica közelében megölték. A vár és uradalma a királyé lett, aki 1658-ban tizenkétezer forintért Erdődy Györgynek és Miklósnak adta el. 1674-től Erdődy Erzsébet házassága révén a Keglevich család lett a birtokosa. Ezután Auersperg Anna Borbála, majd 1706-tól Rátkay  Ádám Benedek birtoka volt. 1720-ban kilencezerötszáz forintért Matacsich Ferenc vásárolta meg. A Rátkayak, vagy a Matacsichok alatt Belec várát birtokosai elhagyták és a közeli Szelnica új kastélyába költöztek le, mely ezután az  uradalom székhelye lett. Az uradalom ezután a Najsich, a Jurenich, végül a 18. század végén a Rukavina családé lett.
A településnek 1857-ben 270, 1910-ben 524 lakosa volt. Trianonig Varasd vármegye Zlatari járásához tartozott. 2001-ben 370 lakosa volt.

## Nevezetességei
- Belec várának romjai[2] a falutól három és fél kilométerre északra emelkedő 580 méter magas hegy fennsíkján állnak. A vár az Ivanscsica-hegység déli oldalán húzódó Lobor, Osterc, Belec, Milengrad és Grebengrad várak alkotta védelmi rendszer részét képezte. A hegy három oldalról nehezen megközelíthető, a várba eredetileg a déli védőfal közepén nyíló kapun keresztül lehetett bemenni. A 16. században a vár déli oldalát védőfallal és egy hatalmas, félkör alakú rondellával erősítették meg. Az északi oldalon állt a két emelet magas várpalota, melytől délre helyezkedtek el a gazdasági épületek. A vár a 13. század második felében épült és miután tulajdonosai felhagyták a 18. században indult pusztulásnak, azóta rom.

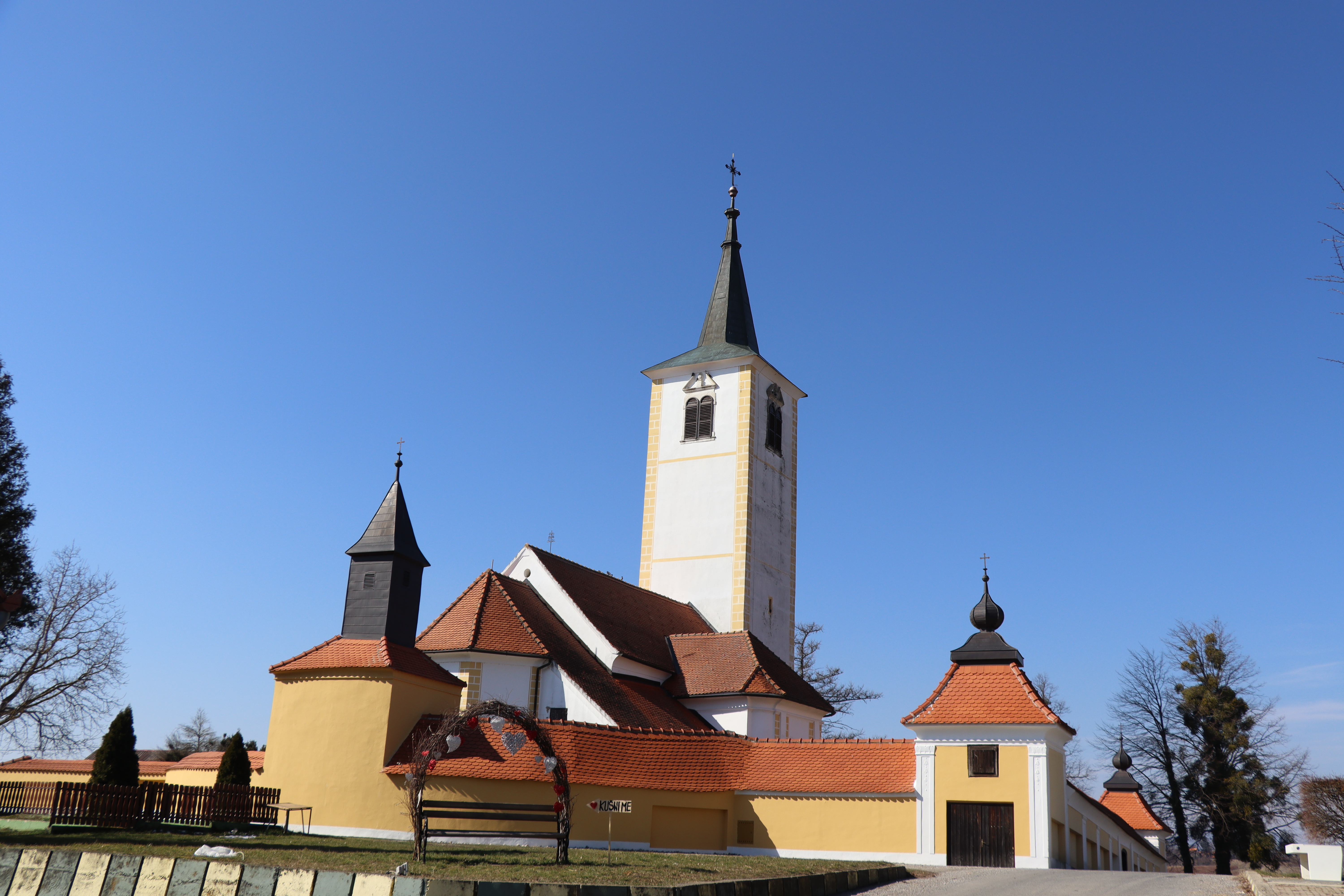
Havas Boldogasszony plébániatemplom

- A Havas Boldogasszony plébániatemplom[3] elődjét a Szűz Mária kápolnát 1674-ben Erdődy Erzsébet grófnő építtette. Írásos forrás 1676-ban említi először. A templom mai festői formáját 1741-ben nyerte el, amikor barokk stílusban építették át. Az építés fő támogatói a kegyurak Najsich Ádám és felesége Matacsich Cecília Krisztina voltak. Ekkor épültek a magas védőfalak a belső oldalon boltívekkel és sarkain tornyokkal és a kápolnával, a nyugati homlokzat felett emelkedő magas harangtoronnyal. A templom belsejét is barokk díszítéssel látták el. Főoltára és a négy mellékoltár, melyek Szent Borbála, Szent József, Szent István első vértanú és a Szentolvasó tiszteletére vannak szentelve 1739 és 1743 között készültek. Két mellékoltár és a szószék a barokk híres pálos mestereinek  Ivan Rangernek és Josip Schokotnignak a munkái. A pompázatos belső festés 1740 és 1742 között készült el, Ivan Ranger és három pálos rendtársa készítette. A templomot utoljára 1994 és 2005 között újították fel.

- A falu régi plébániatemploma a Szent György-templom[4] a 14. század elején épült román stílusban. 1334-ben a zágrábi káptalan statutumában említik először "ecclesia sancti Georgi de Belch" alakban. A kövekből épített egyhajós román templomhoz valószínűleg a 14. század közepén építették a harangtornyot. Még a 14. században elkészült az új gótikus templomhajó a sokszög záródású keresztboltozatos szentéllyel. A 15. század vége felé építették a hálóboltozatos hajót, melyet emberfej formájú alakokkal díszített rusztikus konzolok tartanak. Ebben az időben készült az oldalbejárat, melyhez a 17. században építették a kapuzatot. A szentélyben álló gótikus menza, mely ritka Horvátországban a 14. századból származik. A fából készített oltár a 17. századból való. A szentély falában található a faragott szentségtartó fülke. A szentély és a hajó részben fennmaradt falfestményei három különböző időszakban készültek. Krisztus és Keresztelő Szent János mellképei a 14. század első felében román stílusban, a szentély többi falfestménye a 15. században gótikus stílusban, a templomhajó gyengébb minőségű képei a 17. század vége felé készültek.

- A plébániaház egyemeletes épülete[5] a Szent György-templomtól délkeletre található. A 18. század közepén épült, téglalap alaprajzú épület, mely a mai napig megőrizte eredeti formáját. A belső szobák egy központi előcsarnok köré szerveződnek, amely összeköti a homlokzatot és a hátsó részeket. A földszinten a főhomlokzat mellett pedig egy nagyobb szoba, míg a hátsó homlokzat mentén kisebb szobák, valamint lépcsők találhatók, melyek az első emeletre vezetnek. Az emeleti legnagyobb szoba, a nagyterem az északnyugati sarokban található. Az első emelet minden helyiségében, kivéve a nagytermet, megmaradt a boltozatok stukkódísze. Szerény és egyszerű külseje ellenére az épület értékes példája a barokk kúriaépítészetnek.